# Isla de Mazarrón
La isla de Mazarrón, también conocida simplemente como La Isla o La Islica, es una isla española situada en frente del Puerto de Mazarrón, en la Región de Murcia, España. Tiene una superficie de 8 hectáreas.

## Geología
La isla es un resto del vulcanismo cuaternario que tuvo lugar en toda la zona del Campo de Cartagena hace entre 7,2 y 6,6 millones de años, durante el mioceno. Tiene forma redonda y relieve abrupto.

## Historia
En sus inmediaciones se encontró un barco fenicio hundido con todo su cargamento.
Un promotor local pretendía su completa urbanización para fines turísticos, proyecto que no llegó a llevarse a cabo (la única construcción existente sigue siendo un viejo caserón en la banda norte de la isla). La isla está protegida dentro del espacio denominado Islas e Islotes del Litoral Mediterráneo de la Región de Murcia con la categoría de Parque natural. En sus inmediaciones se encontraron dos barcos fenicios hundidos con todo su cargamento.  

## Fauna
La isla presenta una importante colonia de aves marinas, especialmente gaviotas y garcillas.
Las grandes especies de serránidos, como meros y abadejos, son muy abundantes, al igual que espáridos como los sargos, el dentón y las obladas. Las especies pelágicas también aparecen estacionalmente en gran cantidad. Lechas, serviolas y espetones frecuentan asiduamente estos fondos y es normal encontrarnos con nutridos cardúmenes. Incluso es posible avistar criaturas típicas del mar abierto, como águilas marinas, delfines y tortugas marinas.  

## Protección medioambiental
La isla está protegida dentro del espacio denominado Islas e Islotes del Litoral Mediterráneo de la Región de Murcia con la categoría de parque natural.